# Babati Benjamin
Babati Benjamin (Zalaegerszeg, 1995. november 29. –) magyar labdarúgó, a román élvonalbeli Csíkszereda játékosa.

## Pályafutása

### Klubcsapatokban

#### Zalaegerszeg
Élete első profi mérkőzésén 2012. augusztus 24-én a Gyirmót ellen lőtte első gólját.
2020-ban az utolsó fordulóban, a Fehérvár elleni félpályáról lőtt találatát választották meg az m4sport.hu olvasói a szezon legszebb találatának. Az M4 Sport stúdiójában vette át a díjat Nyilasi Tibortól.
2012 és 2021 között 252 (ebből NB I-es: 60) bajnoki mérkőzésen lépett pályára, és 59 gólt (az NB I-ben: 8) szerzett a ZTE színeiben.

#### Mezőkövesd
2022. január 4-én a Mezőkövesd bejelentette szerződtetését.

#### Győri ETO
2022. július 16-án bejelentették, hogy vételi opcióval, egy évre kölcsönbe érkezik a győri csapathoz.

#### Csíkszereda
2023. augusztus 22-én a Mezőkövesd hivatalos honlapján számolt be róla, hogy Babati szerződését felbontották, a középpályás pedig a román másodosztályban szereplő Csíkszereda csapatához igazolt.

### A válogatottban
2020 augusztusában meghívót kapott Marco Rossi szövetségi kapitánytól a török és az orosz válogatott elleni Nemzetek Ligája mérkőzésekre készülő magyar válogatott 25 fős keretébe. Pályára egyik mérkőzésen sem lépett.

## Statisztika

### Klubcsapatokban
2025. augusztus 17-i állapot szerint.
| Klub             | Szezon   | Bajnokság | Bajnokság | Bajnokság | Kupa  | Kupa  | Ligakupa | Ligakupa | Nemzetközi | Nemzetközi | Összesen | Összesen |
| Klub             | Szezon   | Bajnokság | Mérk.     | Gólok     | Mérk. | Gólok | Mérk.    | Gólok    | Mérk.      | Gólok      | Mérk.    | Gólok    |
| ---------------- | -------- | --------- | --------- | --------- | ----- | ----- | -------- | -------- | ---------- | ---------- | -------- | -------- |
| Zalaegerszegi TE | 2012–13  | NB II     | 13        | 1         | 2     | 0     | 3        | 1        | —          | —          | 18       | 2        |
| Zalaegerszegi TE | 2013–14  | NB II     | 26        | 2         | 2     | 0     | 2        | 0        | —          | —          | 30       | 2        |
| Zalaegerszegi TE | 2014–15  | NB II     | 28        | 8         | 2     | 1     | 5        | 0        | —          | —          | 35       | 9        |
| Zalaegerszegi TE | 2015–16  | NB II     | 25        | 5         | 2     | 0     | —        | —        | —          | —          | 27       | 5        |
| Zalaegerszegi TE | 2016–17  | NB II     | 35        | 9         | 3     | 0     | —        | —        | —          | —          | 38       | 9        |
| Zalaegerszegi TE | 2017–18  | NB II     | 35        | 11        | 4     | 1     | —        | —        | —          | —          | 39       | 12       |
| Zalaegerszegi TE | 2018–19  | NB II     | 29        | 15        | 1     | 0     | —        | —        | —          | —          | 30       | 15       |
| Zalaegerszegi TE | 2019–20  | NB I      | 21        | 3         | 6     | 1     | —        | —        | —          | —          | 27       | 4        |
| Zalaegerszegi TE | 2020–21  | NB I      | 27        | 4         | 4     | 0     | —        | —        | —          | —          | 31       | 4        |
| Zalaegerszegi TE | 2021–22  | NB I      | 12        | 1         | 1     | 0     | —        | —        | —          | —          | 13       | 1        |
| Zalaegerszegi TE | Összesen | Összesen  | 251       | 59        | 27    | 3     | 10       | 1        | —          | —          | 288      | 63       |
| Mezőkövesd       | 2021–22  | NB I      | 13        | 1         | —     | —     | —        | —        | —          | —          | 13       | 1        |
| Mezőkövesd       | Összesen | Összesen  | 13        | 1         | —     | —     | —        | —        | —          | —          | 13       | 1        |
| Győri ETO        | 2022–23  | NB II     | 19        | 3         | 2     | 0     | —        | —        | —          | —          | 21       | 3        |
| Győri ETO        | Összesen | Összesen  | 19        | 3         | 2     | 0     | —        | —        | —          | —          | 21       | 3        |
| Csíkszereda      | 2023–24  | Liga II   | 20        | 1         | 1     | 0     | —        | —        | —          | —          | 21       | 1        |
| Csíkszereda      | 2024–25  | Liga II   | 28        | 6         | 3     | 1     | —        | —        | —          | —          | 31       | 7        |
| Csíkszereda      | 2025–26  | Liga I    | 5         | 0         | —     | —     | —        | —        | —          | —          | 5        | 0        |
| Csíkszereda      | Összesen | Összesen  | 53        | 7         | 4     | 1     | —        | —        | —          | —          | 57       | 8        |
| Összesen         | Összesen | Összesen  | 336       | 70        | 33    | 4     | 10       | 1        | —          | —          | 379      | 75       |

## Sikerei, díjai

### Klubcsapatokban
Zalaegerszegi TE
- NB II bajnok: 2018–19

### Egyéni
- NB I-es szezon legszebb találata: 2020–2021